# Monestir de Troian
El monestir de la Dormició de la Santíssima Mare de Déu (en búlgar: Троянски манастир "Успение Богородично"), habitualment conegut com el Monestir de Troian, és el tercer monestir ortodox més gran de Bulgària. Està situat a la part nord del país, a la Serralada dels Balcans, i va ser fundat a finals del segle xvi. El monestir està situat a la vora del riu Cherni Osam prop d'Oreshak, un poble a 10 km de Troian a la província de Lovetx, una popular destinació turística. L'església principal del monestir (Sveta Bogoroditsa) va ser reconstruïda el 1835, a la fi de l'Imperi Otomà i durant el període del Renaixement Nacional de Bulgària, pel mestre arquitecte Konstantin. La decoració interior i exterior de l'església van ser pintades entre 1847 i 1849 per Zahari Zograph, un popular pintor búlgar de l'època, que també va pintar l'església principal del monestir de Rila, el més important de Bulgària. L'iconòstasi de l'església principal fou tallat en fusta el 1839.

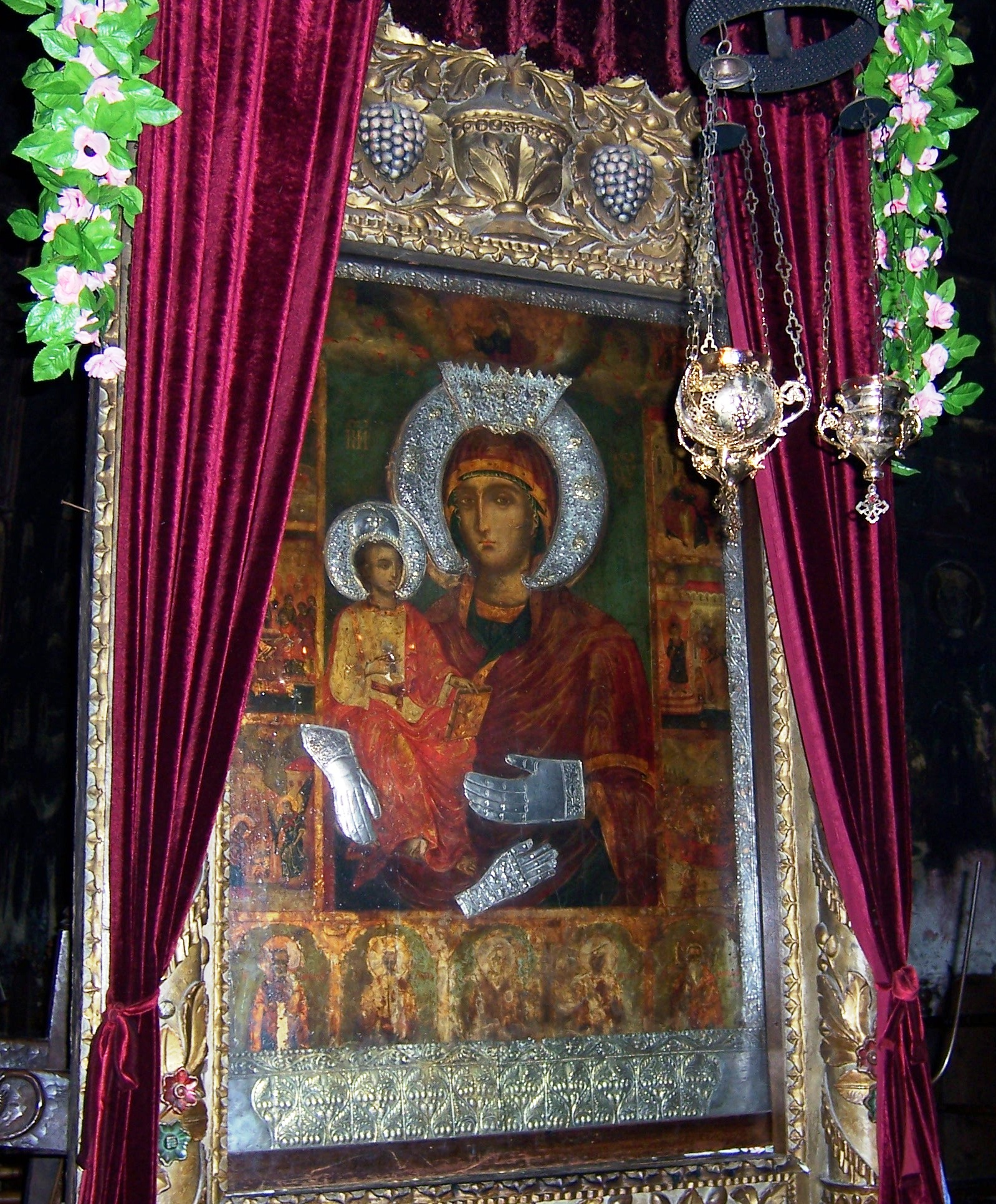
La Theotokos de les tres mans

El monestir guarda una important icona, la Theotokos de les tres mans. Vassil Levski es va ocultar dels otomans al monestir usant com amagatall un armari, que es pot visitar actualment al Museu de l'Amagatall del monestir.